# David Edward Hughes
David Edward Hughes (ur. 16 maja 1831 w Londynie, zm. 22 stycznia 1900 tamże) – amerykański fizyk i wynalazca, a także muzyk i pedagog muzyczny pochodzenia brytyjskiego. W 1855 zbudował telegraf Hughesa, popularnie zwany juz, czyli drukujący aparat telegraficzny z klawiaturą, a w 1878 – stykowy mikrofon węglowy. Był członkiem Royal Society w Londynie.

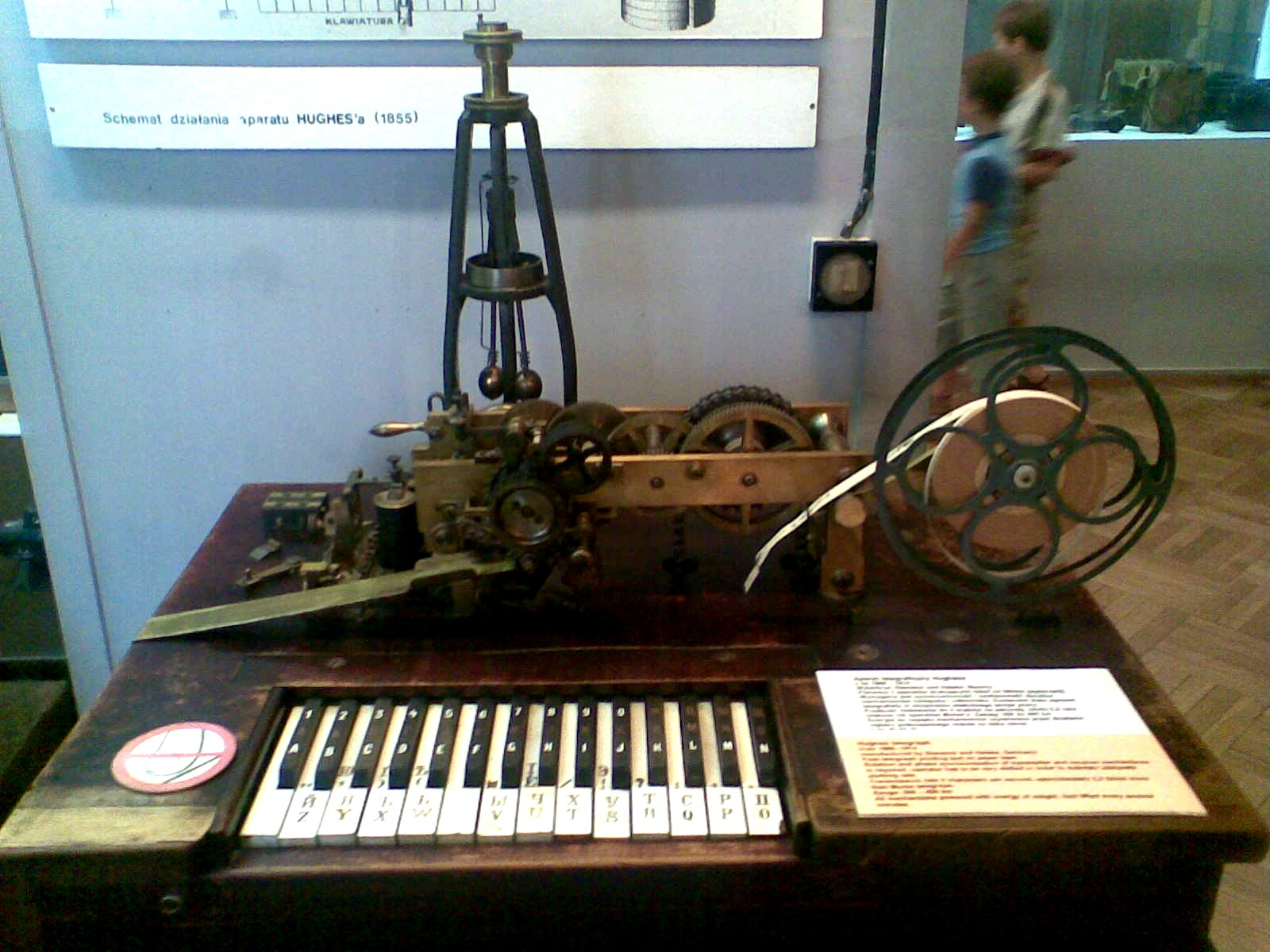
Aparat systemu Hughesa wyprodukowany przez przedsiębiorstwo Siemens und Halske